# Чаан-Баїр

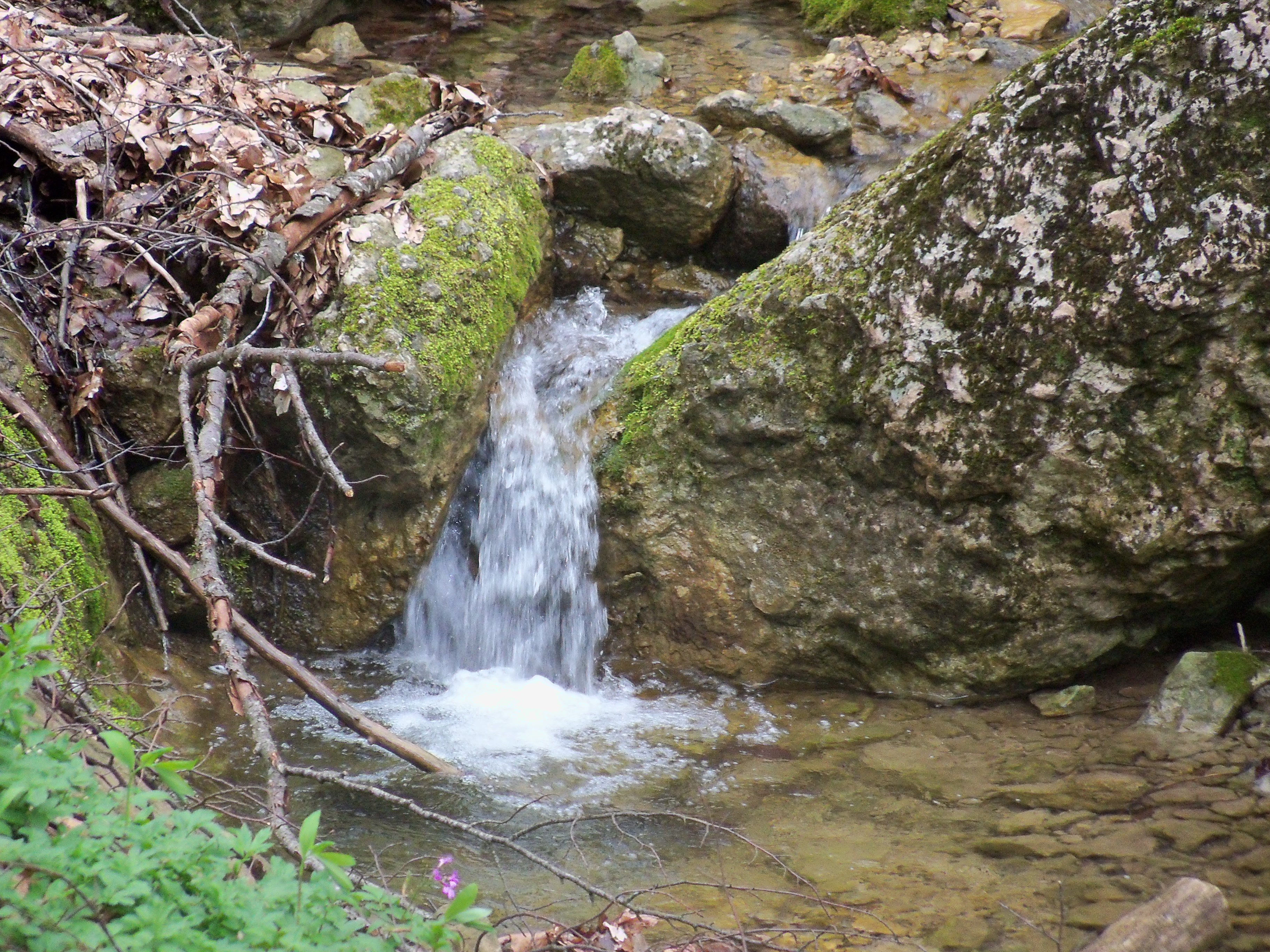
Річка Чаан-Баїр

Чаан-Баїр — річка в Криму, ліва притока річки Сари-Узень.